# اوا پتلسکا
اوا پتلسکا (لهستانی: Ewa Petelska؛ ‏ ۲۴ دسامبر ۱۹۲۰ – ۲۰ اوت ۲۰۱۳) کارگردان فیلم و فیلم‌نامه‌نویس اهل لهستان بود.
از فیلم‌هایی که وی در آن‌ها نقش داشته است، می‌توان به کوپرنیک، بال‌های سیاه و سه داستان اشاره نمود.